# Facade パターン
Facade パターンあるいは Façade パターン（ファサード・パターン）とは、GoF（Gang of Four; 4人のギャングたち）によって定義された、コンピュータソフトウェアのデザインパターンの1つである。Facade（ファサード）とは「建物の正面」を意味する。異なるサブシステムを単純な操作だけを持ったFacadeクラスで結び、サブシステム間の独立性を高める事を目的とする。

## 概要
Facadeパターンの例として、サブシステムとしてのコンパイラーを考える。システムとしてのコンパイラーは字句解析器や構文解析器などから構成されている。これらの構成要素は、新たなコンパイラーやその他ソフトウェアを作成する上でサブシステムとして利用することが出来る。しかし、一般ユーザーにとってコンパイラーはソースコードからプログラムを生成するためのものであり、ソースコードをコンパイルできる機能があれば十分である。そこでサブシステムから一般ユーザーのために一般ユーザーが必要としているコンパイル機能だけを呼び出すクラスを提供する。ここで提供されたコンパイル機能を持つクラスがFacadeクラスである。Facadeクラスが提供された事により一般ユーザーはサブシステムの詳細を知る必要がなくなり、サブシステムの実装から解放されるのである。

## Facadeパターンの要件
- Facadeクラスはあくまでサブシステム内部に仕事を投げるだけで複雑な実装は持たない。

多様な機能の塊であるサブシステムから、サブシステムを利用するユーザーの用途に合わせた窓口(インターフェース)を提供するだけである。
- Facadeクラスをサブシステム自体が利用する事はない。

Facadeクラスはあくまでサブシステム末端の窓口であるため、同じサブシステムから利用される事はない。
- Facadeパターンはサブシステムの直接使用を妨げない。

Facadeクラスの利用は強制ではなく、必要であればサブシステムの機能を直接利用できる。言語によっては無名名前空間やPackageスコープによりサブシステムを利用者から隔離できるが、Facadeパターンはそのような制限はしない。

## クラス図
Facade パターンのクラス図を以下に挙げる。

## 適用例
Java による適用例を以下に挙げる。
driving.Car
```
 
package
 
driving
;

 
class
 
Car
{

     
private
 
int
 
speed
;

     
private
 
int
 
distance
;

     
Car
(){

         
this
.
speed
 
=
 
0
;

         
this
.
distance
 
=
 
0
;

     
}

     
void
 
setSpeed
(
int
 
speed
){

         
this
.
speed
 
=
 
speed
;

     
}

     
void
 
run
(
int
 
minutes
){

         
this
.
distance
 
+=
 
minutes
 
*
 
this
.
speed
;

     
}

     
int
 
getDistance
(){

         
return
 
this
.
distance
;

     
}

 
}

```

driving.Driver
```
 
package
 
driving
;

 
class
 
Driver
{

     
private
 
Car
 
car
;

     
Driver
(
Car
 
car
){

         
this
.
car
 
=
 
car
;

     
}

     
void
 
pushPedal
(
int
 
speed
){

         
this
.
car
.
setSpeed
(
speed
);

     
}

     
void
 
drive
(
int
 
minutes
){

         
this
.
car
.
run
(
minutes
);

     
}

 
}

```

driving.DrivingSimulator
```
 
package
 
driving
;

 
public
 
class
 
DrivingSimulator
{

     
public
 
void
 
simulate
(){

         
Car
 
c
    
=
 
new
 
Car
();

         
Driver
 
d
 
=
 
new
 
Driver
(
c
);

         
d
.
pushPedal
(
700
);

         
d
.
drive
(
30
);

         
d
.
pushPedal
(
750
);

         
d
.
drive
(
20
);

         
System
.
out
.
println
(
"The travel distance is "
 
+
 
c
.
getDistance
()
 
+
 
" m."
);

     
}

 
}

```

FacadeTest
```
 
import
 
driving.DrivingSimulator
;

 
public
 
class
 
FacadeTest
{

     
public
 
static
 
void
 
main
(
String
[]
 
argv
){

         
new
 
DrivingSimulator
().
simulate
();

     
}

 
}

```

このソースコードの場合、クラス図の Facade にあたるのは 
DrivingSimulator である。
Car や Driver の各種メソッドの呼び出しが 
DrivingSimulator#simulate() の中にすべて集約されている。

## 関係するパターン
Abstract Factory パターンAbstract Factory パターンは Facade パターンの具体例と言える。ConcreteFactory クラスが Facade クラスに相当する。